# Tornado Alley

Globale locatie van Tornado Alley (rood) met de bijdragende weersystemen.

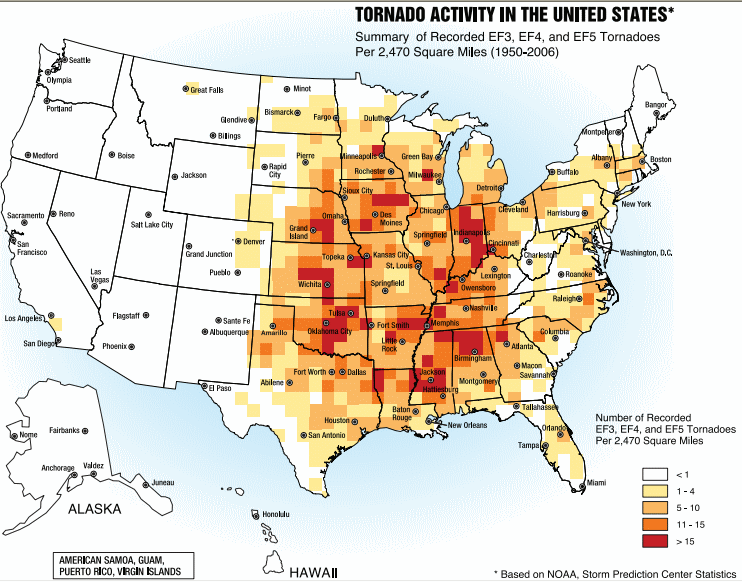
Tornado-activiteit in de Verenigde Staten

Tornado Alley is de benaming voor een gebied in centraal Noord-Amerika waar relatief veel tornado's voorkomen, gemiddeld zo'n duizend per jaar. De meeste zijn niet sterk, maar sommige wel.

## Gebied
De meest gangbare beschrijving van Tornado Alley is het deel van de Verenigde Staten waar de sterkste tornado's het vaakst voorkomen. De kern van Tornado Alley wordt gevormd door Noord-Texas, Oklahoma en Kansas. De term wordt echter ook gebruikt om de regio tussen Texas, de Canadese prairies, Colorado en Pennsylvania te beschrijven. 
De term werd het eerst gebruikt in 1952 door majoor Ernest J. Fawbush (1915-1982) en kapitein Robert C. Miller (1920-1998), twee meteorologen van de Amerikaanse luchtmacht. Ze gebruikten het begrip als titel voor een onderzoek naar hevig weer in delen van Texas en Oklahoma.

## Invloed
In het hart van Tornado Alley zijn de bouwvoorschriften vaak strikter dan in andere delen van de Verenigde Staten. In deze gebieden zijn de voorschriften voor daken strenger en ook moeten de verbindingen tussen huizen en de fundering steviger zijn. Bovendien zijn veel huizen in deze gebieden voorzien van een stormkelder. Daarnaast zijn veel plekken voorzien van een tornadosirene en schenken de lokale media veel aandacht aan het weer.

## Variaties
De bijnaam "Dixie Alley" wordt soms ook gebruikt om te verwijzen naar de gebieden tussen het lagere gedeelte van de Mississippi- en Tennesseevallei in het zuidoosten van de Verenigde Staten. Deze regio wordt vaak getroffen door heftige tornado's die een lange baan hebben. Veel van de huizen in deze regio zijn minder robuust dan die in andere delen van de Verenigde Staten en veel mensen wonen in stacaravans. Hierdoor zijn tornadogerelateerde ongevallen relatief hoog in het zuiden van de Verenigde Staten. Deze term werd voor het eerst gebruikt in 1971 door Allen Pearson, voormalig directeur van het National Severe Storms Forecasting Center.

## Aantal tornado's per staat in de Verenigde Staten
In het onderstaande overzicht van het National Climatic Data Center staan de tien staten die tussen 1 januari 1950 en 31 juli 2009 het vaakst door tornado's getroffen zijn. Doordat deze gegevens per county verzameld zijn, is het mogelijk dat sommige tornado's twee keer geteld zijn, doordat ze over de grens van een staat zijn gekomen.
1. Texas: 8049
2. Kansas: 3809
3. Oklahoma: 3442
4. Florida: 3032
5. Nebraska: 2595
6. Iowa: 2368
7. Illinois: 2207
8. Missouri: 2119
9. Mississippi: 1972
10. Alabama: 1844

## Jaarlijks gemiddeld aantal tornado's per staat in de Verenigde Staten
In het onderstaande overzicht, gebaseerd op de gegevens die verkregen zijn door het National Climatic Data Center, is het gemiddeld aantal tornado's per jaar zichtbaar. De gegevens zijn verzameld over de periode 1991 tot 2010.
1. Texas: 155
2. Kansas: 96
3. Oklahoma: 62
4. Nebraska: 57
5. Illinois: 54
6. Colorado: 53
7. Iowa: 51
8. Missouri: 45
9. Alabama: 44
10. Mississippi: 43